# Mycocaliciomycetidae
Mycocaliciomycetidae is een onderklasse van de Eurotiomycetes. De onderklasse Mycocaliciomycetidae bestaat uit de orde Mycocaliciales. De wetenschappelijke naam werd gepubliceerd in 2007 door Leif Tibell.